# 陈品山
陈品山 （英語：Peter Pin-Shan Chen，1947年1月3日—），是建立实体联系模型的電腦科學家。

## 生平
1947年出生於台灣台中，1964年畢業於台中一中，為光復後第25屆畢業生。1968年，陈品山于国立台湾大学電機工程學系毕业，之后赴美国深造。1970年获哈佛大学计算机科学和应用数学硕士学位，1973年获哈佛大学计算机科学和应用数学博士学位。
之后，他曾先后在麻省理工学院 （1974-1978， 1986-1987）， 加州大学洛杉矶分校 （1978-1984），哈佛大学 （1990-1991）等学府从事教学和研究，从1983年至今任路易斯安纳州立大学 （页面存档备份，存于）计算机科学系 Murphy J. Foster 杰出讲座教授 （Distinguished Chair Professor）。 此外，陈品山博士还曾在IBM（6/1970-8/1970），Honeywell（6/1973-5/1974），迪吉多（6/1974-8/1974），以及其他政府机构从事研究和顾问。
陈品山博士于1976年3月ACM Transactions on Database Systems上发表了《The Entity-Relationship Model--Toward a Unified View of Data》一文。由于大众广泛使用实体联系模型，而这篇文章已成为计算机科学38篇被广泛引用的论文中之一。。且被誉为全世界最具计算机软件开发技术的16位科学家之一。

## 得獎
陈品山博士获得过很多荣誉，其中包括：
- Data Resource Management Technology Award (1990)
- Achievement Award in Information Management （页面存档备份，存于） (2000)
- Data Management Hall of Fame (2000)
- Stevens Award in Software Method Innovation (2001)
- IEEE Harry Goode Award (2003)
- ACM/AAAI Allen Newell Award (2003)
- 潘文渊文教基金會 Pan Wen-Yuan Outstanding Research Award (2004)
- Fellow of ACM, IEEE, and AAAS （页面存档备份，存于）

## 外部連結
- 陈品山在路易斯安纳州立大学的首页 （页面存档备份，存于）
- The Entity-Relationship Model--Toward a Unified View of Data原文